# Garcinia xylosperma
Garcinia xylosperma är en tvåhjärtbladig växtart som beskrevs av Jean Baptiste Louis Pierre. Garcinia xylosperma ingår i släktet Garcinia och familjen Clusiaceae. Inga underarter finns listade i Catalogue of Life.